# Distrito de La Matanza
El distrito de La Matanza es uno de los diez distritos que conforman la provincia de Morropón, ubicada en el departamento de Piura, bajo la administración del Gobierno regional de Piura, en el norte del Perú.
Limita al norte con el distrito de Morropón, al noroeste y oeste con el distrito de Chulucanas, al sur y sudeste con el distrito de Buenos Aires; y al este y noreste con el distrito de Morropón.
Desde el punto de vista de la jerarquía de la Iglesia católica, forma parte de la Diócesis de Chulucanas.

## Historia
El distrito fue creado mediante Ley N° 15198 del 5 de noviembre de 1964, en el gobierno del Presidente Fernando Belaúnde.

## Geografía
Tiene una superficie de 1 039,46 km² y su altura es de 116 m s. n. m.  Su capital es la localidad de La Matanza.  
Dentro de sus caseríos se encuentran El Progreso, Km. 62, Km. 65, La Ancajima, Los Jaimes, Pabur Nuevo y San Jacinto.  

## Autoridades

### Municipales
- 2019 - 2022[4]
  - Alcalde: Juan Amaro Alvarado Reyes, del Movimiento Independiente Fuerza Regional.
  - Regidores:

  1. Caly Alberto Chávez Timana (Movimiento Independiente Fuerza Regional)
  2. Yohana Sadith Suárez Chávez (Movimiento Independiente Fuerza Regional)
  3. Héctor Enrique Chiroque Montalbán (Movimiento Independiente Fuerza Regional)
  4. Daniel Erasmo Espinoza Cabana (Movimiento Independiente Fuerza Regional)
  5. Víctor Raúl Montalbán Cornejo (Partido Democrático Somos Perú)

Alcaldes anteriores
- 2015-2018:[5] Nelson Mio Reyes, del Partido Democrático Somos Perú (SP).
- 2011-2014:[6] Nelson Mio Reyes, del Partido Democrático Somos Perú (SP).
- 2007-2010: Nelson Mio Reyes.

### Policiales
- Comisario: Sargento PNP